# Prsni koš
Prsni koš je del telesnega ogrodja, ki ga sestavljajo rebra, prsna vretenca in prsnica. Navzdol je omejen s prepono.
Dvanajst parov reber tvori močno koščeno ogrodje okoli srca in pljuč. Deset parov reber je pritrjenih spredaj na prsnico in zadaj hrbtenico.
Spodnja dva para reber, ki ju imenujemo prosta rebra, sta pritrjena le od zadaj na hrbtenico.
Medrebrne mišice razširjajo in ožajo prsni koš med dihanjem, ter tako olajšujejo vdih in izdih.